# Henri Hoppenot
Henri Hoppenot (25 tháng 10 năm 1891 – 10 tháng 8 năm 1977) là một nhà ngoại giao Pháp, là Cao ủy ở Đông Dương từ năm 1955 đến 1956, và là người cuối cùng giữ chức vụ này. Ông cũng từng là chủ tịch Pháp của Hội đồng Bảo an Liên Hợp Quốc từ năm 1952 đến 1955.
Vào tháng 8 năm 1914, ông bắt đầu tại Văn phòng Báo chí của Bộ Ngoại giao. Ông trở thành bạn với Alexis Leger (sau này là Saint-John Perse); họ sẽ duy trì tình bạn hơn sáu mươi năm. Khi họ vào bộ, đã có các nhà văn ngoại giao: Jean Giraudoux, Paul Morand và Paul Claudel. Ông là thủ thư cho Darius Milhaud.
Năm 1917, ông là tùy viên tại Đại sứ quán Pháp tại Bern. Ông cưới Helena Delacour.
Năm 1938, ông là Phó Giám đốc bộ phận Châu Âu tại Bộ Ngoại giao.
Năm 1940, ông là Bộ trưởng Toàn quyền tại Montevideo. Ông tập hợp lại Pháp quốc Tự do; ông lãnh đạo các dịch vụ dân sự của phái bộ quân sự ở Washington, D.C.. Năm 1943, ông là Đại biểu của Chính phủ lâm thời Cộng hòa tại Hoa Kỳ.
Từ năm 1945 đến 1952, ông là Đại sứ Pháp tại Bern, sau tám tháng trống. Ông nhằm mục đích khôi phục niềm tin giữa hai nước, được sự giúp đỡ của Tổng lãnh sự Pháp tại Genève, Xavier de Gaulle, người phục vụ từ năm 1944 đến 1953. Năm 1951, ông là Thành viên danh dự của Bảo tàng Mỹ thuật Bern. Từ 1952 đến 1955, ông là Đại diện thường trực của Pháp tại Hội đồng Bảo an Liên Hợp Quốc.
Từ 1955 đến 1956, ông là Tổng ủy viên Pháp tại Đông Dương. Từ năm 1956 đến 1964, ông là Thành viên của Hội đồng Nhà nước Pháp.
Cùng với vợ Hélène, một nhiếp ảnh gia tài ba, Henri Hoppenot đã sản xuất cuốn sách Extrême-Orient (Ides et Calendes, 1951) với những bức ảnh được chụp ở Viễn Đông. (Cuốn sách nhiếp ảnh của Helene Hoppenot về Tunisia là: ISBN 9973855043)